# Митричев, Пётр Игоревич
Пётр Игоревич Митричев (родился 19 марта 1985) — российский спортивный программист, многократный победитель крупных турниров по программированию, выпускник московской 57 школы. Он имеет высокий рейтинг среди спортивных программистов на сайте Topcoder. На сайте Codeforces находится в двадцатке лидеров по рейтингу. Работает в Google и помогает в подготовке соревнования Google Code Jam.

## Ранние годы жизни
В 10 лет Пётр увлёкся математикой и начал читать множество математических книг. Его учитель, Юлия Львовна Воронцова, отметила любовь Петра к решению различных задач и пригласила его к участию в олимпиаде Северо-Западного округа г. Москвы по программированию. Петр взял четвертое место и прошёл на Московскую олимпиаду по программированию, где занял шестое место (1997). Он участвовал в шести заключительных этапах всероссийской олимпиады школьников по информатике и выиграл три из них — в 2000, 2001 и 2002 годах. Кроме того, Митричев участвовал в шести летних лагерях по программированию, и в пяти сборах к Международной олимпиаде по информатике.

## Достижения в спортивном программировании
- В 2013 он выиграл чемпионат MemSQL.[5]
- Победа на чемпионате Russian Code Cup в 2011, 2013 и 2015 и второе место в 2014.[6][7][8]
- В 2011 и 2013 победа в Facebook Hacker Cup.[9]
- В 2011 победа на Яндекс. Алгоритм.[10]
- В 2011 и 2013 его команда одержала победу в соревновании Internet Problem Solving Contest.
- Победа на Topcoder Collegiate Challenge в 2006 и 2007.[11]
- Победа на Google Code Jam в 2006, третье место в 2005.
- Дважды второе место в финале Чемпионата мира по программированию ACM ICPC
- Дважды золотая медаль IOI, в 2000 и 2002, и серебро в 2001.
- Победа на всероссийской олимпиаде по программированию в 2000, 2001, 2002.
- Победа на Topcoder Open в 2006,2013 и 2015.
- Победитель соревнования Challenge24 в 2012 и 2013
- Победитель Всесибирской олимпиады 2004 года.
- Победитель Snarknews Winter Series в 2007, 2008 и 2009
- Победитель Snarknews Summer Series в 2007, 2008, 2009, 2010 и 2011
- Второе место Kotlin Challenge в 2014